# Drăcineții Noi, Cozmeni
Drăcineții Noi (în ucraineană Нові Драчинці, transliterat: Novi Draciînți) este un sat în raionul Cozmeni din regiunea Cernăuți (Ucraina), depinzând administrativ de comuna Drăcineț. Are 615 locuitori, preponderent  ucraineni (ruteni).
Satul este situat la o altitudine de 232 metri, în partea de sud a raionului Cozmeni.

## Istorie
Localitatea Drăcineții Noi a făcut parte încă de la înființare din regiunea istorică Bucovina a Principatului Moldovei. În ianuarie 1775, ca urmare a atitudinii de neutralitate pe care a avut-o în timpul conflictului militar dintre Turcia și Rusia (1768-1774), Imperiul Habsburgic (Austria de astăzi) a primit o parte din teritoriul Moldovei, teritoriu cunoscut sub denumirea de Bucovina. După anexarea Bucovinei de către Imperiul Habsburgic în anul 1775, localitatea Drăcineții Noi a făcut parte din Ducatul Bucovinei, guvernat de către austrieci, făcând parte din districtul Stăneștii de Jos (în germană Unterstanestie). 
După Unirea Bucovinei cu România la 28 noiembrie 1918, satul Drăcineții Noi a făcut parte din componența României, în Plasa Ceremușului a județului Storojineț. Pe atunci, majoritatea populației era formată din ucraineni, existând și o comunitate de români.
Ca urmare a Pactului Ribbentrop-Molotov (1939), Bucovina de Nord a fost anexată de către URSS la 28 iunie 1940, reintrând în componența României în perioada 1941-1944. Apoi, Bucovina de Nord a fost reocupată de către URSS în anul 1944 și integrată în componența RSS Ucrainene. 
Începând din anul 1991, satul Drăcineții Noi face parte din raionul Cozmeni al regiunii Cernăuți din cadrul Ucrainei independente. Conform recensământului din 1989, numărul locuitorilor care s-au declarat români plus moldoveni era de 2 (2+0), reprezentând 0,28% din populație . În prezent, satul are 615 locuitori, preponderent ucraineni.

## Demografie
Componența lingvistică a localității Drăcineții Noi
     Ucraineană (100%)
Conform recensământului din 2001, toată populația localității Drăcineții Noi era vorbitoare de ucraineană (100%).
1989: 705 (recensământ)
2007: 615 (estimare)